# Bonampak
Bonampak – stanowisko archeologiczne z pozostałościami  po cywilizacji Majów, położone w meksykańskim stanie Chiapas, w gminie Ocosingo, około 20 km na południe od większego miasta Majów w Yaxchilán. Bonampak w języku Majów oznacza „Malowane Mury”.
Bonampak był zależny od Yaxchilánu. Większość budynków pochodzi z okresu pomiędzy 580 a 800 rokiem n.e. Bonampak został odkryty „na nowo” w 1946 przez fotografa Gilesa Healy'ego, którego przyprowadzili tu współcześni Majowie (Lakandoni), którzy ciągle przybywali w to miejsce aby odprawiać modły w starożytnych świątyniach.
Bonampak składa się z jedenastu średniej wielkości budynków o charakterze sakralnym, skupionych wzdłuż centralnego placu. Znajdują się tutaj także rzeźbione stele. Jednak Bonampak jest głównie sławny ze swoich malowideł ściennych mieszczących się w jednej ze świątyń. Malowidła przedstawiają m.in. przygotowania do uroczystości i wyprawę po jeńców ze sceną bitwy oraz śmierć jeńców.
Bonampak pozostaje w cieniu bogatszego Yaxchilán, ale przyćmiewa go bogactwem ściennych murali. Od początku lat 90. XX w. rejon ten jest łatwiej dostępny dla turystów ze względu na wybudowaną tu autostradę.

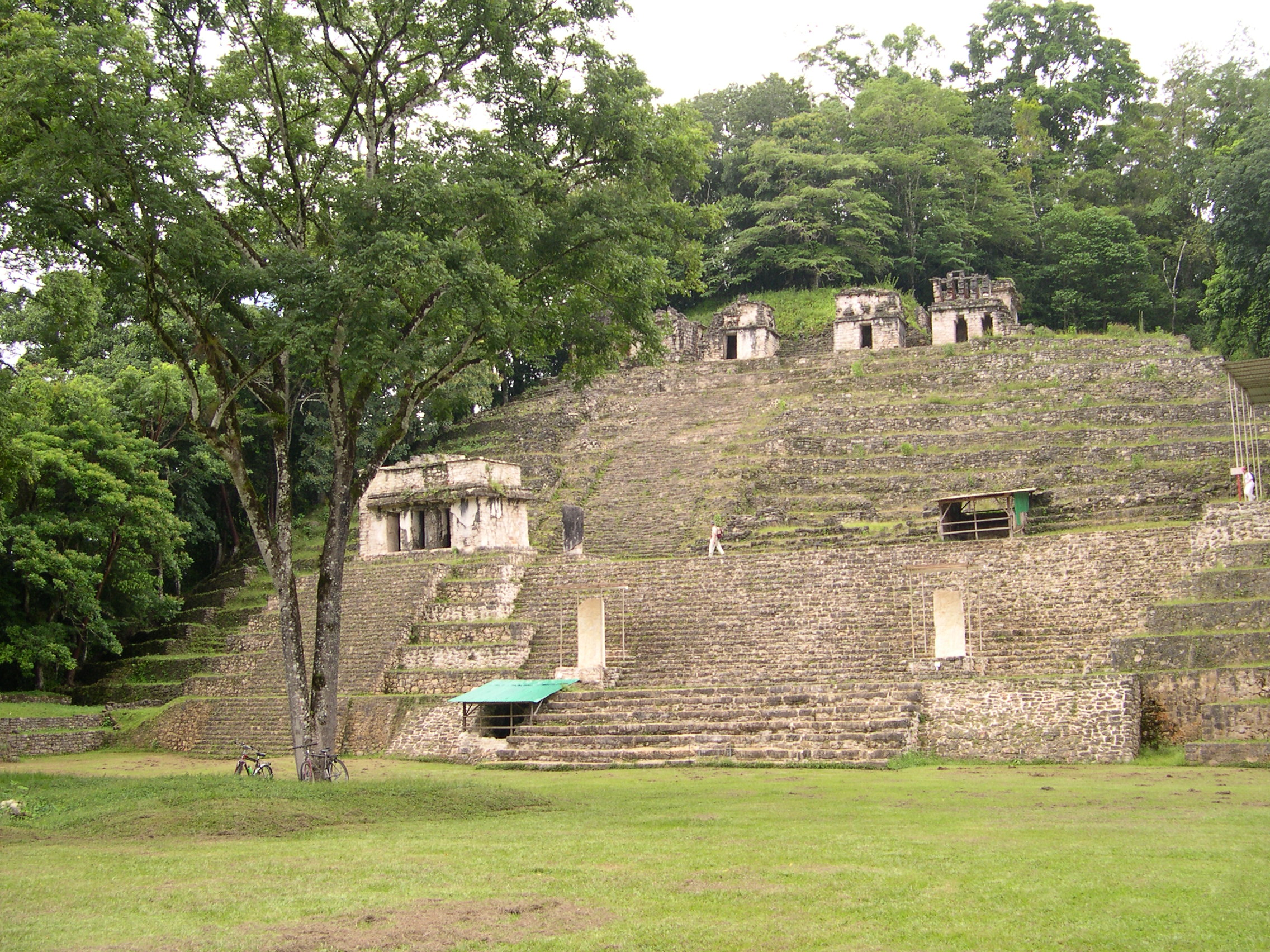
Piramida w Bonampak
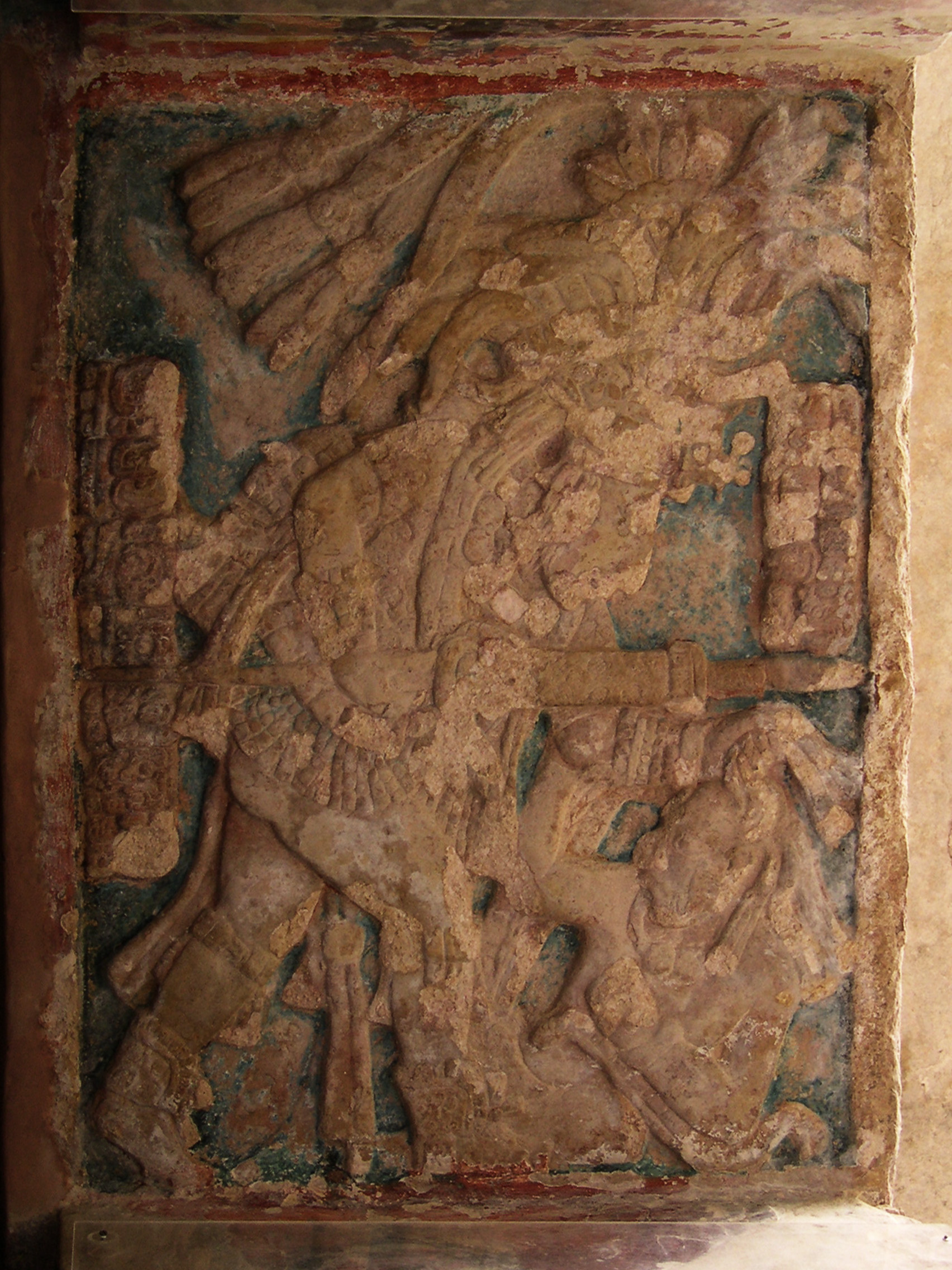
Ozdoby dookoła drzwi
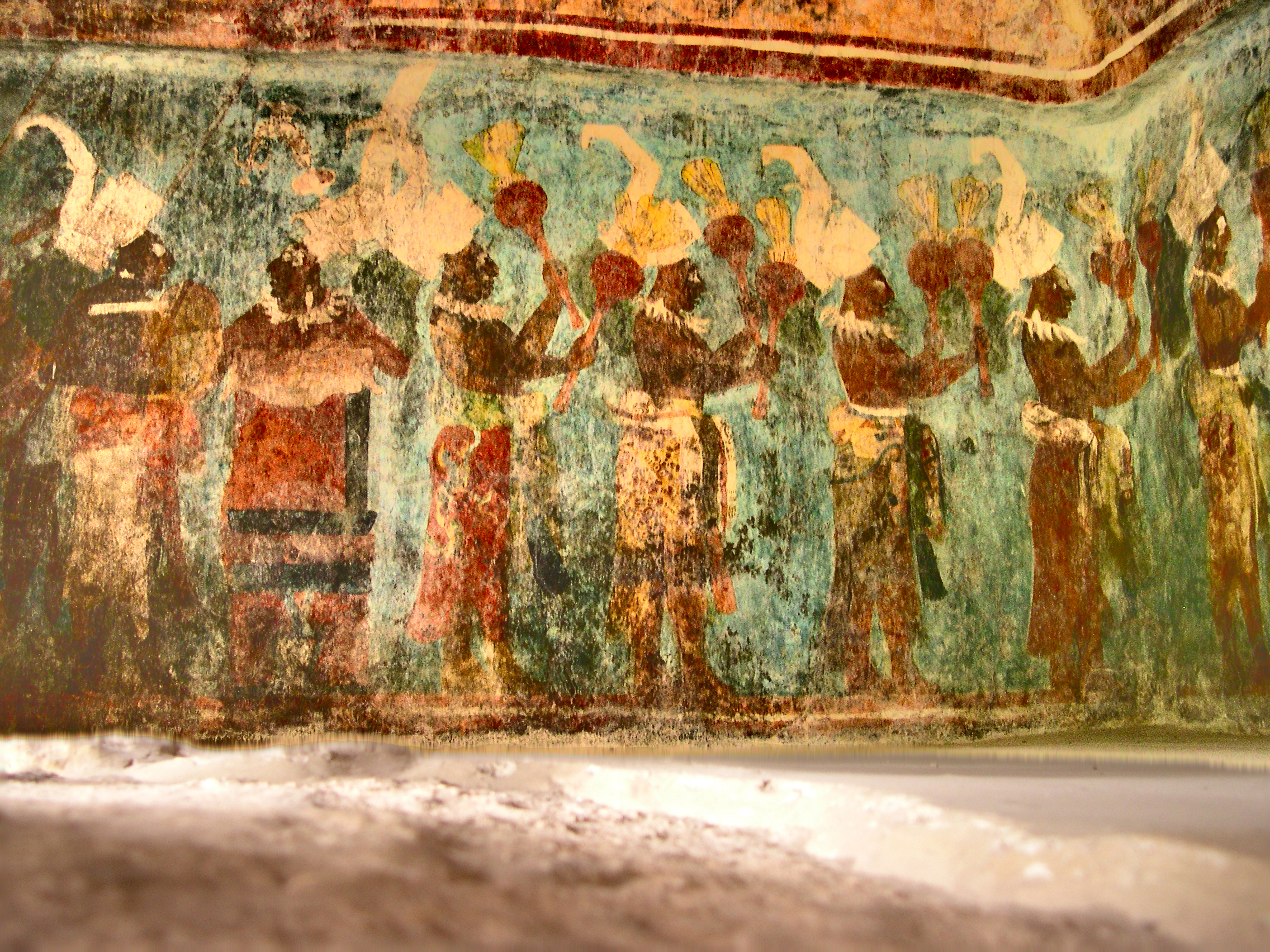
Malowidło z Bonampak